# Agnieszka Matras-Clement
Agnieszka Barbara Matras-Clement (ur. 5 grudnia 1982 w Wodzisławiu Śląskim) – polska szachistka, mistrzyni międzynarodowa od 2000 roku. Od 2016 reprezentantka Kanady.

## Kariera szachowa
Jest wielokrotną medalistką mistrzostw Polski juniorek: trzykrotnie złotą (Trzebinia 1999 - do lat 20, Wisła 2000 - do lat 18, Trzebinia 2002 - do lat 20), srebrną (Brzeg Dolny 2001 - do lat 20) oraz dwukrotnie brązową (Babimost 1997 - do lat 20, Trzebinia 1998 - do lat 20). Oprócz tego, w roku 1999 w Straszęcinie zdobyła złoty, zaś w 2000 w Wiśle - srebrny medal drużynowych mistrzostw Polski juniorów (w barwach klubu MKSzach Rybnik). Wielokrotnie reprezentowała Polskę na mistrzostwach świata juniorek: w 1998 do lat 16 w Oropesa del Mar, w 1999 do lat 20 w Erywaniu, w 2000 - do lat 18 w Oropesa del Mar, w 2002 - do lat 20 w Goa. W roku 1998 podzieliła I-II miejsce w turnieju juniorów w Malmö, zaś w 2002 podzieliła III w otwartym turnieju w Sztokholmie. W następnym roku zwyciężyła w turnieju open C (turniej pań) w Polanicy-Zdroju.
Wielokrotnie wystąpiła w finałach mistrzostw Polski seniorek, najlepszy wynik osiągając w 2005 r. w Suwałkach, gdzie zajęła V miejsce. W barwach klubu MKSz Rybnik w 2008 i 2009 r. dwukrotnie zdobyła tytuły drużynowej mistrzyni Polski kobiet. Jest również czterokrotną medalistką drużynowych mistrzostw Polski w szachach błyskawicznych: złotą (2008), dwukrotnie srebrną (2006, 2009) oraz brązową (2007).
Najwyższy ranking w dotychczasowej karierze osiągnęła 1 stycznia 2012 r., z wynikiem 2305 punktów zajmowała wówczas 7. miejsce wśród polskich szachistek.